# Fra socialstat til minimalstat
Fra socialstat til minimalstat er en debatbog, som Anders Fogh Rasmussen udgav i 1993.
I bogen argumenterede Anders Fogh Rasmussen for sin opfattelse af, hvorfor staten bør indskrænkes til fordel for markedet. Ifølge Anders Fogh Rasmussen sikrer det dels friheden bedst, dels er det den eneste instans, der bedst kan afgøre menneskelige belønningers størrelse. Anders Foghs nyliberalisme i bogen er inspireret af den amerikanske politiske filosof Robert Nozick. Anders Fogh tilslutter sig Nozicks ræsonnementer, men siger at staten også har en forpligtelse til at tage sig af dem, der uforskyldt er bragt i en situation, hvor de ikke kan forsørge sig selv, og den skal sørge for, at alle får muligheder for at udøve friheden ved at stille grunduddannelse til rådighed.
Citat fra bogen:
| Citat | Der findes kun en brugbar målestok for belønning: Hvad er produktet eller ydelsen værd for andre mennesker? Den, der er dygtig til at tilfredsstille andre menneskers ønsker og behov, får en stor belønning. Den, der er mindre dygtig, får en mindre belønning. Det frie marked afgør belønningens størrelse. Markedsbelønningen er hverken rigtig eller forkert, retfærdig eller uretfærdig. Den er blot et faktum. | Citat |
|       | |       |

Op til folketingsvalget 20. november 2001 tog Poul Nyrup Rasmussen (S), den daværende statsminister, bogen frem under et debatmøde og rev sider ud af den med henvisning til, at Anders Fogh Rasmussen har ændret standpunkt og ikke længere er tilhænger af minimalstaten. Bogen er udsolgt fra forlaget.